# Nicolândia
Nicolândia é um distrito do município brasileiro de Resplendor, no interior do estado de Minas Gerais. Segundo o censo demográfico de 2022, realizado pelo Instituto Brasileiro de Geografia e Estatística (IBGE), sua população era de 752 habitantes e havia 293 domicílios particulares permanentes ocupados. Possui área de 197,04 km² conforme a Fundação João Pinheiro (FJP). Foi criado pela lei nº 1.039 de 12 de dezembro de 1953.
De acordo com o IBGE, em 2010 a população era de 918 habitantes e havia 460 domicílios particulares.
O distrito foi severamente castigado por uma tempestade na noite de 18 de novembro de 2016, quando cerca de 60% dos moradores foram afetados e cinco pessoas morreram arrastadas pela enxurrada. Segundo o Corpo de Bombeiros, 117 casas foram atingidas, incluindo 42 destruídas, ao mesmo tempo que 151 moradores ficaram desalojados e 127 desabrigados. O acesso à sede municipal ficou impossibilitado devido a quedas de barreira e lama na estrada de terra.